# Spindlersfeld
Spindlersfeld är ett område i stadsdelen Köpenick i Berlin, i stadsdelsområdet Treptow-Köpenick, väster om Köpenicks centrum vid sammanflödet av floderna Spree och Dahme. Namnet kommer från tvätterifirman W. Spindler som grundade ett stort tvätteri på platsen 1873.
Spindlersfelds station är ändhållplats för Berlins pendeltågslinje S47.